# مقبرة 26
المقبرة رقم 26 هو مقبرة مصرية قديمة من الأسرة المصرية الثامنة عشر، تقع في وادي الملوك في مصر. تقع المقبرة في وادٍ جانبي يؤدي إلى قبر تحتمس الثالث (مقبرة 34). زارها عالم المصريات المبكر جيمس بورتون في عشرينيات أو ثلاثينيات القرن التاسع عشر، وفيكتور لوريت في عام 1898. تم رسم خريطة لها في الثمانينيات بواسطة مشروع خرائط طيبة. تم أول توثيق للحفريات في المقبرة في عام 2009 بواسطة مشروع ملوك وادي الملوك التابع لجامعة بازل. احتوت المقبرة على أدلة على وجود دفن واحد على الأقل وشظايا فخار وأوعية حجرية من منتصف الأسرة الثامنة عشر، ولكن لا يُعرف شيء عن شاغلها (شاغليها).

## العمارة
يتكون التصميم من بئر رأسي، بعمق 6 متر (20 قدم)، يفتح على ممر يؤدي إلى غرفة صغيرة. المقبرة قصيرة جدا، بطول 11 متر (36 قدم) فقط. البئر والممر محفوران بعناية لكن الغرفة غير مكتملة. لديها سقف أقل ارتفاعًا من بقية المقبرة، حيث يبلغ 1.2 متر (3.9 قدم). على الرغم من أن المقبرة قد غمرتها المياه في الماضي، فإن الحجر الجيري في حالة جيدة ولم يتأثر بالرطوبة.

## الاستكشاف والتنقيب
تقع KV26 في وادٍ جانبي يؤدي إلى قبر تحتمس الثالث (مقبرة 34) وقريبة من مقابر أخرى من نفس الفترة، مقبرة 32 ومقبرة 42. زار المقبرة لأول مرة عالم المصريات المبكر جيمس بورتون في عشرينيات أو ثلاثينيات القرن التاسع عشر، وفي عام 1898 فيكتور لوريت. تم رسم خريطة لها في الثمانينيات بواسطة مشروع خرائط طيبة.
تم إجراء أول حفريات موثقة في المقبرة في عام 2009 بواسطة مشروع ملوك وادي الملوك التابع لجامعة بازل. احتوى العمود المفتوح على نفايات حديثة فوق طبقة من رقائق الحجر الجيري والصخور الكبيرة التي جرفتها الفيضانات. كان الممر والغرفة مملوءين جزئيًا بالحطام. كانت مختلطة مع الحطام قطع من الفخار، وجرار الألباستر، وخرز الفيانس والترصيعات. تم العثور على بقايا 16 جرة فخارية كبيرة منتشرة في أنحاء المقبرة. لم تكن الجرار مكتوبة ولكن يمكن تأريخها بناءً على الأسلوب إلى عهدي تحتمس الثالث وأمنحتب الثاني.
تم استخدام المقبرة لدفن واحد على الأقل، كما يتضح من قطع توابيت الأسرة الثامنة عشر السوداء وبقايا بشرية مجزأة، بما في ذلك جمجمة. تم اقتراح أن المقبرة كانت مكان الدفن الأصلي للنبلاء سنيفر وزوجته سنيتناي، وأنهما نُقلا من المقبرة 26 إلى المقبرة 42 خلال تفكيك الجبانة الملكية في نهاية الدولة الحديثة. لكن الأدلة الأثرية تشير إلى أن المقبرة دُخلت وربما نهبت في الأسرة العشرين أو الأسرة الحادية والعشرين (كما يتضح من الفخار المجزأ) لكن لم يتم إعادة دفن الجثث في مكان آخر.
تم تركيب باب فولاذي في نهاية حفريات عام 2009، وتم رسم خريطة المقبرة بدقة في يناير 2010.

## الببليوغرافيا
- Bickel، Suzanne؛ Paulin-Grothe، Elina؛ Sartori، Nicolas (2009). "Preliminary Report on the Work Carried out During the Season 2009" (PDF). University of Basel. University of Basel Kings' Valley Project. مؤرشف من الأصل (PDF) في 2024-07-14. اطلع عليه بتاريخ 2023-04-22.
- Bickel، Suzanne (2010). "Preliminary Report on the Work Carried out During the Season 2010" (PDF). University of Basel. University of Basel Kings' Valley Project. مؤرشف من الأصل (PDF) في 2024-07-15. اطلع عليه بتاريخ 2023-04-22.
- Reeves، Nicholas؛ Wilkinson، Richard H. (1996). The Complete Valley of the Kings: Tombs and Treasures of Egypt's Greatest Pharaohs (ط. 2010 paperback). London: Thames and Hudson. ISBN:978-0-500-28403-2. اطلع عليه بتاريخ 2023-04-22.

## روابط خارجية
- مشروع خرائط طيبة: KV26 يشمل خرائط مفصلة لمعظم المقابر.